# Megachile semibarbata
Megachile semibarbata är en biart som beskrevs av Cockerell 1937. Megachile semibarbata ingår i släktet tapetserarbin, och familjen buksamlarbin. Inga underarter finns listade i Catalogue of Life.